# Schweiz' Olympiske Komité
Schweiz Olympiske Komité tysk: Schweizerischer Olympischer Verband, fransk: Association Olympique Suisse, italiensk: Associazione Olimpica Svizzera, rætoromansk: Assiociaziun Olimpica Svizra) er en almennyttig sportsorganisation fra Schweiz, og den officielle repræsentant vedrørende schweizisk deltagelse ved de Olympiske lege. Organisationen blev oprettet i 1912 og anerkendt af IOC samme år.